# Conde de Nevogilde
Conde de Nevogilde é um título nobiliárquico criado por D. Manuel II de Portugal, por Decreto de 19 de Maio de 1909, em favor de Claudino Correia Lousada, antes 1.º Visconde de Nevogilde.
Titulares
1. Claudino Correia Lousada, 1.º Visconde e 1.º Conde de Nevogilde.